# Mittelmeerspiele 2018/Bogenschießen
Die Wettbewerbe im Bogenschießen der Mittelmeerspiele 2018 fanden vom 22. bis zum 24. Juni 2018 im Campclar Athletics Stadium in Tarragona, Spanien statt.

## Ergebnisse Männer

### Einzel
| Platz | Athlet                | Land |
| ----- | --------------------- | ---- |
| 1     | Mete Gazoz            | TUR  |
| 2     | Gasper Strajhar       | SLO  |
| 3     | Pablo Acha Gonzalez   | ESP  |
| 4     | Ibrahim Ethem Gulacar | TUR  |
| 5     | Marco Galiazzo        | ITA  |
| 5     | Amedao Tonelli        | ITA  |
| 5     | Romain Maurice Fichet | FRA  |
| 5     | Alen Remar            | CRO  |

Datum: 24. Juni 2018

### Mannschaft
| Platz | Land         | Athleten                                                               |
| ----- | ------------ | ---------------------------------------------------------------------- |
| 1     | Frankreich   | Romain Fichet Mathieu Jimenez Thomas Koenig                            |
| 2     | Slowenien    | Rok Bizjak Den Habjan Malavasic Gasper Strajhar                        |
| 3     | Spanien      | Pablo Acha Gonzalez Miguel Alvarino Garcia Antonio Fernandez Fernandez |
| 4     | Italien      | Marco Galiazzo Davis Pasqualucci Amedeo Tonelli                        |
| 5     | Zypern       | Konstantinos Loizou Andreas Onoufriou Constantinos Panagi              |
| 5     | Griechenland | Christos Aerikos Vasileios Kalogiannis Alexandros Karageorgiou         |
| 5     | Portugal     | Jorge Alves Luís Gonçalves Domingos Vaquinhas                          |
| 5     | Türkei       | Fatih Bozlar Mete Gazoz Ibrahim Gulacar                                |

Datum: 24. Juni 2018

## Ergebnisse Frauen

### Einzel
| Platz | Athletin              | Land |
| ----- | --------------------- | ---- |
| 1     | Lucilla Boari         | ITA  |
| 2     | Monica Galisteo Cruz  | ESP  |
| 3     | Aybuke Aktuna         | TUR  |
| 4     | Alicia Marin Martinez | ESP  |
| 5     | Yasemin Anagöz        | TUR  |
| 5     | Tanya Giada Giaccheri | ITA  |
| 5     | Nerea Lopez Sanchis   | ESP  |
| 5     | Ana Umer              | SLO  |

Datum: 24. Juni 2018

### Mannschaft
| Platz | Land         | Athletinnen                                                    |
| ----- | ------------ | -------------------------------------------------------------- |
| 1     | Frankreich   | Marion Bardary Angeline Cohendet Berangere Rogazy              |
| 2     | Spanien      | Monica Galisteo Cruz Nerea Lopez Sanchis Alicia Marin Martinez |
| 3     | Türkei       | Aybuke Aktuna Yasemin Anagöz Gulnaz Coskun                     |
| 4     | Italien      | Tatiana Andreoli Lucilla Boari Tanya Giada Giaccheri           |
| 5     | Zypern       | Irene Andreou Christina Hadjierotokritou Anna Kallendou        |
| 5     | Griechenland | Anatoli Martha Gkorila Maria Papandreoloulou Evangelia Psarra  |

Datum: 24. Juni 2018